# Бейли, Джейк
Джейкоб Ричард Бейли (англ. Jacob Richard Bailey, 18 июня 1997, Финикс, Аризона) — американский футболист. Выступает на позиции пантера в составе клуба НФЛ «Нью-Ингленд Пэтриотс». На студенческом уровне играл за команду Стэнфордского университета. На драфте НФЛ 2019 года был выбран в пятом раунде.

## Биография
Джейкоб Бейли родился 18 июня 1997 года в Финиксе в Аризоне. Один из двух детей в семье Брэда и Сьюзан Бейли. Он вырос в Калифорнии, окончил христианскую старшую школу Санта-Фе в городе Солана-Бич. Во время учёбы он играл в американский и европейский футбол, занимался лёгкой атлетикой, установив рекорд школы в прыжках в длину. В 2014 году Бейли был признан Кикером года в Прибрежной лиге. На момент окончания школы он занимал четвёртое место в национальном рейтинге кикеров по версии ESPN, был шестым среди пантеров в рейтинге сайта 247Sports.

### Любительская карьера
В 2015 году он поступил в Стэнфордский университет. В первом сезоне в составе его команды Бейли был специалистом по начальным ударам, несколько раз тренеры задействовали его как пантера. Перед стартом турнира NCAA 2016 года его включали в число претендентов на Рэй Гай Эворд, награду лучшему пантеру студенческого футбола. В играх сезона он пробил 50 пантов, 22 из которых были остановлены в пределах 20 ярдов от зачётной зоны соперника. Средняя дистанция пробитого панта составила 43,52 ярда, четвёртый результат в истории университета. 
В 2017 году, со средней дистанцией пробитого панта 45,5 ярдов, Бейли стал лучшим в конференции Pac-12 и седьмым в NCAA. За сезон он пробил 57 пантов и 83 начальных удара. По итогам года он был включён во вторую сборную звёзд конференции. В 2018 году Бейли повторил это достижение. Первого декабря в матче против «Калифорнии» он пробил пант на 84 ярда, установив рекорд университета. Всего за карьеру в колледже он пробил 185 пантов и 291 начальный удар. Средняя дистанция пробитых им пантов за карьеру составила 43,81 ярда, лучший результат в истории университета.

#### Статистика выступлений в NCAA
| Сезон | Команда           | Игры | Кикер | Кикер | Кикер | Кикер | Кикер | Кикер | Пантер | Пантер | Пантер |
| Сезон | Команда           | Игры | XPM   | XPA   | XP%   | FGM   | FGA   | FG%   | Punts  | Yds    | Y/A    |
| ----- | ----------------- | ---- | ----- | ----- | ----- | ----- | ----- | ----- | ------ | ------ | ------ |
| 2015  | Стэнфорд Кардинал | 7    | 0     | 0     | 0,0   | 0     | 0     | 0,0   | 10     | 347    | 34,7   |
| 2016  | Стэнфорд Кардинал | 13   | 0     | 0     | 0,0   | 0     | 0     | 0,0   | 50     | 2 176  | 43,5   |
| 2017  | Стэнфорд Кардинал | 14   | 0     | 0     | 0,0   | 0     | 0     | 0,0   | 57     | 2 586  | 45,4   |
| 2018  | Стэнфорд Кардинал | 13   | 0     | 0     | 0,0   | 0     | 0     | 0,0   | 68     | 2 996  | 44,1   |
| Всего | Всего             | 47   | 0     | 0     | 0,0   | 0     | 0     | 0,0   | 185    | 8 105  | 43,8   |

### Профессиональная карьера

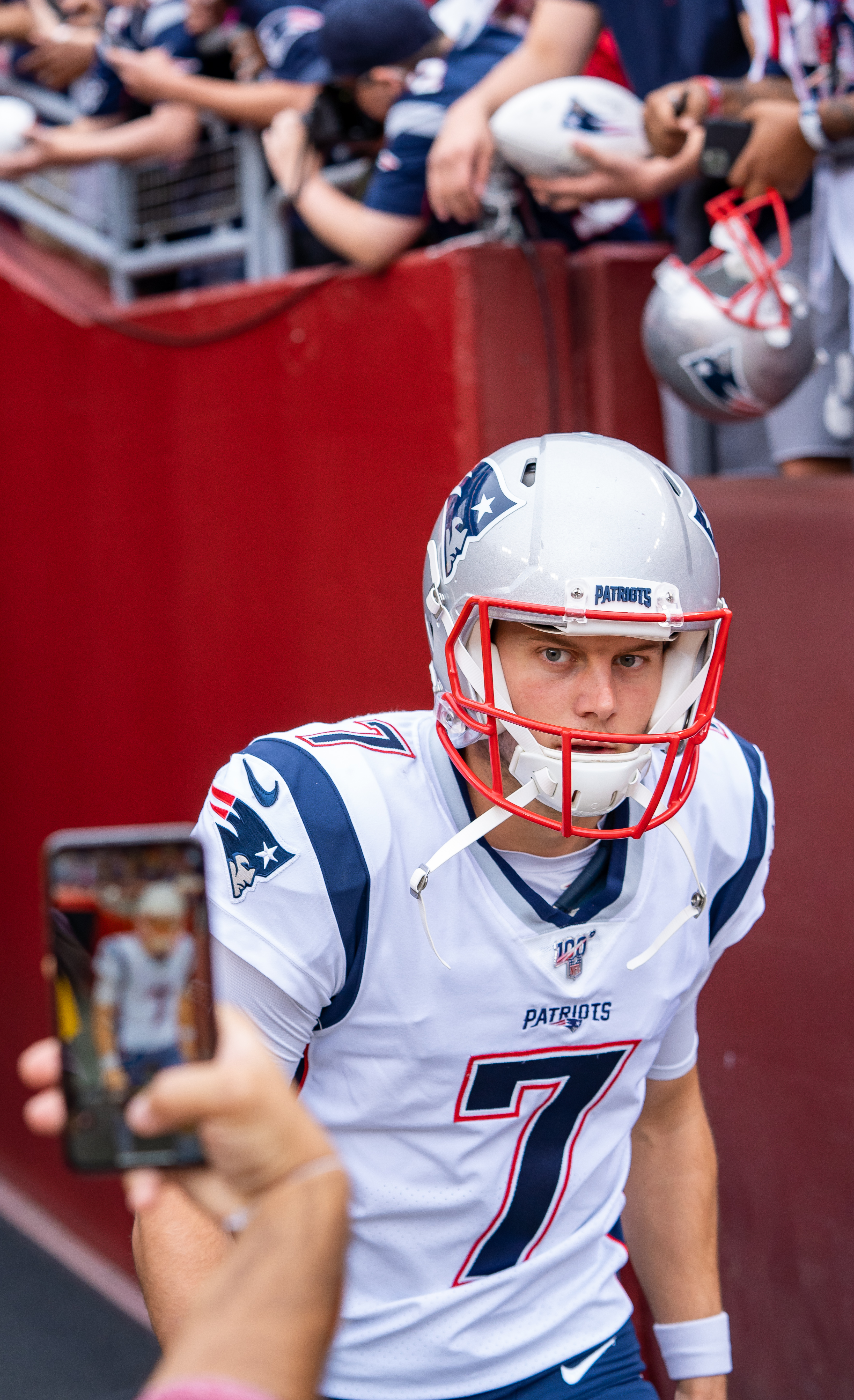
Бейли в составе «Пэтриотс».

На драфте НФЛ 2019 года Бейли был выбран в пятом раунде клубом «Нью-Ингленд Пэтриотс». Обозреватель издания MassLive Ник О’Мэлли отметил неожиданность такого решения, так как команда для этого обменяла два более низких выбора на драфте, имела в составе опытного пантера Райана Аллена, а главный тренер Билл Беличик предпочитает пантеров-левшей, тогда как Бейли бьёт правой ногой. Лучшими качествами игрока О’Мэлли назвал высокий уровень атлетизма и силу ноги, недостатком большое число тачбеков после его ударов.
Во время предсезонных сборов Бейли выиграл борьбу за место в составе у Аллена, став основным пантером команды. По итогам регулярного чемпионата 2019 года он стал вторым в лиге по числу пробитых пантов. Средняя дистанция удара составила 44,9 ярда, 36 пантов были остановлены в пределах 20 ярдов от зачётной зоны соперника. В сезоне 2020 года средняя дистанция пробитых им пантов составила 48,7 ярдов, лучший показатель в НФЛ. По итогам чемпионата Бейли был выбран в Пробоул и включён в состав сборной звёзд Олл-про.

#### Статистика выступлений в НФЛ

##### Регулярный чемпионат
| Сезон | Команда              | Игры | Кикер | Кикер | Кикер | Кикер | Кикер | Кикер | Пантер | Пантер | Пантер |
| Сезон | Команда              | Игры | XPM   | XPA   | XP%   | FGM   | FGA   | FG%   | Punts  | Yds    | Y/A    |
| ----- | -------------------- | ---- | ----- | ----- | ----- | ----- | ----- | ----- | ------ | ------ | ------ |
| 2019  | Нью-Ингленд Пэтриотс | 16   | 0     | 0     | 0,0   | 0     | 0     | 0,0   | 81     | 3 638  | 44,9   |
| 2020  | Нью-Ингленд Пэтриотс | 16   | 0     | 0     | 0,0   | 0     | 0     | 0,0   | 55     | 2 678  | 48,7   |
| Всего | Всего                | 32   | 0     | 0     | 0,0   | 0     | 0     | 0,0   | 136    | 6 316  | 46,4   |